# Terheléselosztás
A terheléselosztás egy módszer a számítógép-hálózatok területén, amellyel feladatokat lehet elosztani számítógépfürtökön, hálózati kapcsolatokon, processzorokon, merevlemezeken vagy más eszközökön. A módszer célja az eszközök kihasználtságának optimalizálása, a teljesítmény növelése vagy a túlterhelés elkerülése. Több komponens használata a megbízhatóságot is növelheti, mivel a működő komponensek átvehetik a kiesők feladatait. A terhelés elosztását általában egy dedikált szoftver vagy hardver komponens végzi, például egy DNS szerver.

## Internetes szolgáltatások
Az egyik legnagyobb terület a terhelés elosztásban egy internetes szolgáltatás kiszolgálása több számítógépről, leggyakrabban népszerű weboldalakat, IRC hálózatokat, nagy sávszélességű FTP oldalakat. Egyes terheléselosztók képesek adatbázis szerverek közötti terhelés elosztására is.

## Elosztó algoritmusok
A terheléselosztókon több algoritmust használnak annak meghatározására, hogy melyik szerver végezze el a műveletet. Az egyszerűbb algoritmusok között található a körbeforgó (Round-Robin) és a véletlenszerű választás. Bonyolultabb algoritmusok figyelembe vesznek olyan paramétereket, mint a szerverek jelzett terhelése, válaszideje, állapota, az aktív kapcsolatok száma, földrajzi hely illetve számítási- és tárkapacitás.

## A terheléselosztók lehetőségei
A terheléselosztók, függetlenül attól, hogy hardver vagy szoftver alapú megoldások, a következő lehetőségeket nyújtják az alapfunkcionalitáson túl:
- Aszimmetrikus terhelés: Eltérő mértékben küld terhelést szerverekre. Ez akkor lehet hasznos, ha a szerverek kapacitása eltérő és terheltségi adataik nem elérhetőek.
- Aktiválás: Amikor az elérhető szerverek száma egy bizonyos érték alá csökken vagy a terhelés túl nagyra nő, akkor készenléti szervereket kapcsolhat be
- SSL eltávolítás: Egyes esetekben az SSL titkosítás feldolgozása és azonosítása a terhelés nagy részét okozza. A terhelésnek ezt a részét átveheti a terhelés elosztó, amely rendelkezhet speciális hardveres gyorsítással, ugyanakkor viszont ez nagyobb terhelést jelent magán a terhelés elosztón.
- HTTP tömörítés: Csökkenti az átvitt adat mennyiségét egy tömörítési algoritmussal, amit a http kliens elfogad - általában gzip. Ez is több terhelést jelent a terhelés elosztón és ugyanez a webszerveren is megoldható.
- HTTP gyorstárazás (caching): az elosztó tárolja a statikus tartalmat, így számos kérés kezelhető a szerverrel való tényleges kapcsolat nélkül.